# Theodor Herzl
Theodor Herzl (eller Herzel) ( født2. maj 1860, død 3. juli 1904) var en østrigsk jødisk journalist, der grundlagde den politiske zionistiske bevægelse.
Theodor blev født i Budapest i Ungarn og voksede op i ånden af den tysk-jødiske brydningstid, som kaldes Haskalah. Familien flyttede til Wien i 1878, og i 1884 blev han dr. jur.. Han arbejdede i en kort periode i retten i Wien og Salzburg men forlod retssystemet og blev dramatiker og journalist.
Herzl oplevede antisemitisme på universitetet i Wien i 1882 og senere fra 1891, da han opholdt sig i Paris som korrespondent for en liberal avis i Wien. Indtil da betragtede Herzl det jødiske problem som et socialt problem, og han skrev et drama (1894), der afviste assimilation og omvendelse som en løsning på problemerne. Han håbede, at stykket kunne skabe diskussion og føre til en løsning baseret på fælles tolerance og respekt mellem kristne og jøder.
I 1894 dækkede han Dreyfus-affæren i Paris for avisen. Kaptajn Alfred Dreyfus var jødisk officer i den franske hær og var (falskt) anklaget for forræderi. Herzl oplevede den kraftige antisemitiske stemning i Paris, hvor pøblen råbte "død over jøderne", og sagen medførte en storm af antisemitisk propaganda i Frankrig. Det overbeviste ham om, at den eneste løsning på problemet var en masseudvandring til et område, som jøderne kunne kalde for deres eget land. Han konkluderede, at antisemitismen altid vil være der. Også den antisemitiske demagog Karl Luegers fremgangsrige anti-jødiske kampagner havde afgørende indflydelse på Theodor Herzl.
I 1896 udgav Herzl bogen Der Judenstaat (Den jødiske Stat), hvori han fremsatte det synspunkt, at jøderne kun kan opnå accept i verden, hvis de er én nation og ét folk, og at løsningen på antisemitismen er oprettelsen af en jødisk stat. Han anså det jødiske spørgsmål for internationalt og mente, at det skulle afklares internationalt. Han foreslog forskellige former for en jødisk stat, og han forestilledes sig, at den skulle være en moderne stat baseret på oplysningstidens europæiske idealer og ikke en religiøs stat.
I bogen Altneuland (Gammelt-nyt-land) fra 1902 forestillede Herzl sig den jødiske stat som et socialistisk paradis i Det Hellige Land (Eretz Israel), og han beskrev i detaljer, hvordan den jødiske stat skulle se ud. Bogen fik stor betydning for mange europæiske jøder og blev symbol på zionismens visioner om Det Hellige Land Israel.
Herzls ideer blev mødt med stor begejstring af især de østeuropæiske og russiske jøder. Trods antisemitismen var de fleste vesteuropæiske og amerikanske jøder tilfredse med de borgerrettigheder, de havde opnået.
Den første internationale zionistiske kongres åbnede i august 1897 i Basel i Schweiz, og Theodor Herzl blev valgt som den første præsident. Formålet var at samle jøderne i et fælles arbejde for at få oprettet en jødisk stat i Israel, og resultatet blev WZO (World Zionist Organization). Herefter blev kongressen afholdt hvert år.
Den politiske zionisme var født. Herzl brugte resten af sit liv på at rejse rundt i mange lande og mødes med statsoverhoveder for at vinde deres støtte politisk og økonomisk for en jødisk stat. Det ønskede område Israel var under Det Osmanniske Rige, og derfor spillede den daværende Sultan Abdulhamidhan en vigtig rolle for Herzl. Herzl døde i 1904 i Wien af lungebetændelse og overanstrengelse. Hans jordiske rester blev i 1949 ført til det bjerg i Jerusalem, der blev opkaldt efter ham og på hebraisk hedder "הר הרצל" eller "Mount Herzl" på engelsk.
Herzl var ikke var den første med drømmen om Israel; på hans tid var en del jøder rejst til Det Hellige Land. Men Herzl var den første, der forsøgte at virkeliggøre drømmen, og han fik sat det jødiske folk på den internationale dagsorden.
Den zionistiske bevægelse voksede langsomt og udviklede sig i tre retninger: 1. Den socialistiske zionisme (opdyrkning af jorden, kibbutzer), 2. den religiøse zionisme (rabbinere, forberedelse til Messias' komme) og 3. den kulturelle zionisme (jødisk hjemland, spirituelt og kulturelt center for jødedommen).
"Zionismen tilstræber oprettelsen af et nationalt folkeretligt sikret hjemsted for jøder i Palæstina."
Theodor Herzl er af magasinet LIFE blevet udpeget som en af det sidste årtusindes 100 mest indflydelsesrige personer.